# Poggio San Vicino
Poggio San Vicino es una localidad y comune italiana de la provincia de Macerata, región de las Marcas, con 311 habitantes.

## Evolución demográfica
| Gráfica de evolución demográfica de Poggio San Vicino entre 1861 y 2001 |
|                                                                         |
| Fuente ISTAT - elaboración gráfica de Wikipedia                         |